# تاکو آکاهوشی
تاکو آکاهوشی (انگلیسی: Taku Akahoshi؛ زادهٔ ۲۱ آوریل ۱۹۸۴) بازیکن فوتبال اهل ژاپن است.
از باشگاه‌هایی که در آن بازی کرده‌است می‌توان به باشگاه فوتبال ساگان توسو اشاره کرد.